# Lewis Douglas
Lewis Williams Douglas (né le 2 juillet 1894 à Bisbee, mort le 7 mars 1974 à Tucson) est un homme politique, homme d'affaires et diplomate américain.

## Biographie
Fils de James Douglas Jr et petit-fils de James Douglas (1837-1918), il sort diplômé d'économie d'Amherst College et entre au Massachusetts Institute of Technology (MIT) afin de suivre une formation d'ingénieur des mines.
Il prend part comme officier à la Première Guerre mondiale. À son retour aux États-Unis, il enseigne un temps avant de rejoindre l'entreprise minière familiale.
Le 7 mars 1933, il est nommé Directeur du Budget de Franklin D. Roosevelt. Il propose d'ailleurs sept jours plus tard l'Economy Act, visant à équilibrer le budget fédéral. Cependant, il démissionne du gouvernement Roosevelt le 31 août 1934, et devient un détracteur du New Deal, lorsqu'il constate le changement de position de Roosevelt vis-à-vis d'un déficit budgétaire grandissant.
Reprenant sa carrière d'homme d'affaires, il devient vice-présidant d'American Cyanamid et président de la Mutual of New York Life Insurance Company, ainsi que l'un des dirigeants de General Motors.
En 1938, il devient le recteur de l'Université McGill.
Douglas est également ambassadeur des États-Unis en Grande-Bretagne de 1947 à 1951.
Marié à Peggy Zinsser, dont la sœur est mariée à John McCloy, il est le père de Sharman Douglas (en).